# Championnats de Hongrie d'escrime 1911
Navigation
Édition précédente Édition suivante
Les championnats de Hongrie d'escrime 1911 ont lieu du 14 mai au 16 mai 1911 à Budapest. Ce sont les douzièmes championnats d'escrime en Hongrie. Ils sont organisés par la MVSz.
Les championnats comportent seulement deux épreuves, le fleuret masculin et le sabre masculin.
Péter Tóth remporte les deux épreuves de ces championnats. Il rejoint en cela Béla Békessy qui avait réalisé ce même doublé en 1905 et 1906.

## Classements
| Épreuves          | Or             | Argent                               | Bronze                    |
| ----------------- | -------------- | ------------------------------------ | ------------------------- |
| Fleuret           |                |                                      |                           |
| Hommes individuel | Péter Tóth MAC | Zoltán Schenker Mautern an der Donau | Pál Pajzs MAC             |
| Sabre             |                |                                      |                           |
| Hommes individuel | Péter Tóth MAC | János Garay Nemzeti VC               | Győző Rozgonyi Nemzeti VC |